# Centaurea attica
Centaurea attica là một loài thực vật có hoa trong họ Cúc. Loài này được Nyman mô tả khoa học đầu tiên.